# Sikeston (Misuri)
Sikeston es una ciudad ubicada en el condado de Scott en el estado estadounidense de Misuri. En el Censo de 2010 tenía una población de 16318 habitantes y una densidad poblacional de 360,37 personas por km².

## Geografía
Sikeston se encuentra ubicada en las coordenadas 36°53′19″N 89°35′13″O / 36.88861, -89.58694. Según la Oficina del Censo de los Estados Unidos, Sikeston tiene una superficie total de 45.28 km², de la cual 44.86 km² corresponden a tierra firme y (0.93%) 0.42 km² es agua.

## Demografía
Según el censo de 2010, había 16318 personas residiendo en Sikeston. La densidad de población era de 360,37 hab./km². De los 16318 habitantes, Sikeston estaba compuesto por el 69.95% blancos, el 26.2% eran afroamericanos, el 0.15% eran amerindios, el 0.85% eran asiáticos, el 0.04% eran isleños del Pacífico, el 0.8% eran de otras razas y el 2.01% pertenecían a dos o más razas. Del total de la población el 2.32% eran hispanos o latinos de cualquier raza.